# ヴィエコスラヴ・チュリッチ
ヴィエコスラヴ・チュリッチ（クロアチア語:Vjekoslav Ćurić、1957年4月26日 - 1998年1月31日）、あるいはヴィエコ・チュリッチは、フランシスコ会の司祭で、人道活動家である。ルワンダで人道支援と伝道活動を行い、フランシスコ会ボスナ・スレブレナ管区（Franjevačka provincija Bosna Srebrena）に属する殉教者となったことで知られる。
1957年、ユーゴスラビア連邦人民共和国・ボスニア・ヘルツェゴビナのルポグラヴ（Lupoglav、ジェプチェ市）にてクロアチア人の家庭に生まれる。サラエヴォにて神学を学び、1976年からフランシスコ会に入る。1982年に司祭となった。
パリにて伝道活動の準備をした後、1983年からルワンダでの活動に入る。現地の習慣や部族の言語を学ぶことを目指すフランシスコ会の「アフリカ計画」に従い、地元の人々の物的・精神的な要求に応える活動を行った。1994年、ルワンダでフツとツチとの間の対立が発展し、ルワンダ虐殺が引き起こされた。ほぼすべての白人がルワンダを去る中、チュリッチはこの国に留まり続けた。彼はインテラハムウェの脅迫にあいながらも、公然と暴力を非難し、統一と平和を訴え続けた。
紛争終結後の1998年1月31日、キヴマ (Kivuma) にて何者かに襲撃されて死亡し、彼とその支持者たちによって築かれた地元の教区教会にて埋葬された。翌日、ローマ教皇・ヨハネ・パウロ2世は、バチカンのサン・ピエトロ広場での演説中にチュリッチに言及した。